# 谢婧
谢婧（Xie Jing，1990年2月3日—），江苏南京人，中国女子羽毛球运动员。

## 簡歷
2006年底，谢婧通過選拔進入中國國家羽毛球隊二队。
2007年10月，她在奧克蘭舉行的世界青年羽毛球錦標賽中，先代表中青队夺得混合团体賽冠军；後在女双决赛中，夥拍钟倩欣擊敗韓國的柳晛榮/鄭景銀，奪得冠軍。2008年年10月，她們再次參加浦那舉行的世界青年羽毛球錦標賽，雖然成功衛冕混合团体賽冠军，但女双决赛中，卻不敵新加坡的姚蕾/伏明天，屈居亞軍。此外，她亦夥拍柴飚贏得混雙冠軍。

## 主要比賽成績
只列出曾進入準決賽的國際賽事成績：
| 年份   | 賽事                 | 公開賽級別 | 項目     | 拍檔   | 成績   |
| ------ | -------------------- | ---------- | -------- | ------ | ------ |
| 2007年 | 世界青年羽毛球錦標賽 | 其他       | 女子雙打 | 钟倩欣 | 金牌   |
| 2007年 | 世界青年羽毛球錦標賽 | 其他       | 混合團體 | －     | 金牌   |
| 2008年 | 亚洲青年羽毛球錦標賽 | 其他       | 混合團體 | －     | 金牌   |
| 2008年 | 亚洲青年羽毛球錦標賽 | 其他       | 女子雙打 | 钟倩欣 | 金牌   |
| 2008年 | 世界青年羽毛球錦標賽 | 其他       | 女子雙打 | 钟倩欣 | 銀牌   |
| 2008年 | 世界青年羽毛球錦標賽 | 其他       | 混合雙打 | 柴飚   | 金牌   |
| 2008年 | 世界青年羽毛球錦標賽 | 其他       | 混合團體 | －     | 金牌   |
| 2011年 | 俄羅斯羽毛球大獎賽   | 大獎賽     | 女子雙打 | 钟倩欣 | 準決賽 |

| 2007-2017年 | 首要超級賽 | 超級賽 | 黃金大獎賽 | 大獎賽 | 國際挑戰賽 | 國際系列賽 | 未來系列賽 | 其他 |

| 2018-2026年 | 總決賽 | 超級1000賽 | 超級750賽 | 超級500賽 | 超級300賽 | 超級100賽 | 國際挑戰賽 | 國際系列賽 | 未來系列賽 | 其他 |